# 千花澪
千花 澪（ちはな みお）は、日本のAV女優。

## 略歴・人物
2009年にAVデビュー。

## 出演作品

### アダルトビデオ
2009年
- Osaka In 梅田 あつみ 大学生 20歳 （3月3日、プレステージ） ※「あつみ」名義
- 首都圏 援交 63 （6月2日、プレステージ）
- '09 初夏のSOD女子社員（恥）赤面祭 （6月4日、SODクリエイト）…他出演:栗原さやか、岡田愛子、森明日香、渡辺弘美、鈴木杏奈、相澤理佐、斉藤蘭、藤井麻妃、上林友里恵、真鍋里香、神谷望美、中村真由美、浅野芽衣、吉沢奈緒、桐島さくら、綾瀬優香、桜木百合子、星野沙智子、長谷部美香、白井久美、滝ノ上優奈、新美莉奈、水嶋あずさ ※「千葉美穂子」名義
- 東京人妻事情 若妻たちの性 Tsuma 005 （6月5日、ゴーゴーズ）
- SOD女子社員（秘）業務強化合宿 （6月18日、SODクリエイト）…他出演:月野理紗、水嶋あずさ、篠田奈美、森山さくら、魚住亜矢子、星野幸恵、松本早紀、滝ノ上優奈、藤井明日香、上林友里恵、真鍋里香、井上美香、長谷部美香、佐藤ひかり、岩下真紀子、桜木百合子、星野沙智子、牧田佐智子、新美莉奈、浅野芽衣、鈴木杏奈、斎藤蘭、岡田愛子、栗原さやか、神谷望美、南夕香、上西保奈美、綾瀬優香、辻志穂、白井久美、桐島さくら、渡邊恵美 ※「千葉美穂子」名義
- 素人娘、お貸しします。 VOL.06 （6月20日、プレステージ）
- ザ・カメラテスト 67 入れるとですか? 激しか〜気持ちよか〜チョーやばか〜!! （6月30日、アテナ映像）…オムニバス作品 他出演:朝比奈めい、桃井りん、朝比奈るい、山内紗耶香
- 出会って2分59秒でズポズポしちゃう素人娘 （7月9日、ナチュラルハイ）…オムニバス作品
- 「もう目が離せない!フニャチンから勃起するまでの一部始終を見てしまった美淑女に言葉はいらない!」 VOL.3 （7月9日、DANDY）…オムニバス作品
- ギャルズトーク 05 （7月10日、プレステージ）…共演:北原まどか、夏川旬、みい、小椋愛莉
- 混浴露天風呂で女の子と仲良くなって、セックスできるのか!? 3 （7月23日、ROCKET）…オムニバス作品 他出演:佐伯奈々、沢尻もえ ほか
- ウブな人妻企画 生まれて初めての風俗面接 2 （8月6日、アイエナジー）…オムニバス作品
- 麗しの美人OL 2 （8月17日、BAZOOKA）…オムニバス作品 他出演:諸星セイラ、沢村麻耶、木の実リサ、相沢しいら ※レンタル作品
- 麗しの美人OL 4時間 1 （8月17日、BAZOOKA）…オムニバス作品 他出演:加藤ツバキ、夢見ほのか、はるか悠、美波ゆりあ、青山ゆい、諸星セイラ、沢村麻耶、木の実リサ、相沢しいら
- 福岡弁丸出し 田舎娘 2 （8月17日、S級素人）
- 援交 転校生 （9月11日、Up'S）
- 特選!! S級素人若妻コレクション 02 （9月18日、BAZOOKA）…オムニバス作品 他出演:はるか悠、夢見ほのか、相沢しいら、諸星セイラ ※レンタル作品
- 特選!! S級素人若妻コレクション4時間 1 （9月18日、BAZOOKA）…オムニバス作品 他出演:はるか悠、夢見ほのか、青山ゆい、美波ゆりあ、加藤ツバキ、沢村麻耶、木の実りさ、相沢しいら、諸星セイラ
- ガチンコ顔出し 給料日前の飯田橋OL限定 ATM前ナンパ （10月25日、ビッグモーカル）…オムニバス作品
- S-Cute ex 32 （12月3日、S-Cute）…オムニバス作品 他出演:真心美、あすかりの、睦美杏奈 ※アダルトサイト『S-Cute 6th No.76 MIO』を収録
- 誘拐女子校生 性的いたずら調教 （12月18日、映天）

### アダルトサイト
- S-Cute 6th No.76 MIO （S-Cute）
- KISS MARK みお （DMM.ADULT）
- S-Cute 7th No.07 MIO （S-Cute）